# Aerial Acres (California)
Aerial Acres es un área no incorporada ubicada en el condado de Kern en el estado estadounidense de California.

## Geografía
Aerial Acres se encuentra ubicada en las coordenadas 35°5′16″N 117°47′31″O / 35.08778, -117.79194.